# Carex rossiana
Carex rossiana là một loài thực vật có hoa trong họ Cói. Loài này được Degen mô tả khoa học đầu tiên năm 1936.